# Саммит НАТО в Мадриде (1997)
Саммит НАТО в Мадриде 1997 года (англ. 1997 Madrid summit) — 14-я встреча на высшем уровне глав государств и глав правительств стран-участниц Североатлантического альянса, проходившая с 8 по 9 июля 1997 года в Мадриде. Главными темами обсуждения во время саммита стали: расширение Альянса, трансформация и открытость блока. Было объявлено о поддержке на первом этапе вступления трёх государств — Польши, Чехии и Венгрии, которые позже (1999) стали полноправными членами военного объединения. Не прошли мимо внимания глав государств и глав правительства вопросы, связанные с сотрудничеством НАТО со странами Средиземноморья. Уделялось особое внимание отношениям с Египтом, Израилем, Мавританией, Марокко и Тунисом. На саммите было анонсировано решение о создании в структуре международного секретариата группы средиземноморского сотрудничества (Средиземноморский диалог), в состав которой вошли советники внешнеполитических ведомств стран-участниц диалога.
Также на саммите была подписана «Хартия об особом партнерстве между Украиной и Организацией Североатлантического Договора». Хартия стала основным политическим документом, регулирующим отношения Украины с НАТО. Она зафиксировала политические обязательства сторон на самом высоком уровне и определила необходимость «развития отношений особого и эффективного партнерства, которое будет способствовать большей стабильности и продвижению общих демократических ценностей в Центральной и Восточной Европе».
В ходе саммита были также рассмотрены пути усовершенствования мероприятий,  которые предоставляют возможность участия всех 44 стран-членов Совета евроатлантического партнёрства в строительстве европейской безопасности.

## Расширение НАТО
31 мая 1997 года (накануне саммита) президент США Билл Клинтон в своей речи перед выпускниками Военной академии подтвердил неизменность курса Альянса на расширение. До самого открытия саммита продолжались ожесточенные дискуссии относительно окончательного списка государств, которым будет предложено членство в Североатлантическом альянсе.
Соединенные Штаты настаивали на расширении Польшей, Чехией и Венгрией, наиболее подготовленных в военной и общественно-политической сферах. Эту позицию поддерживали Великобритания, Дания, Исландия, Норвегия и Нидерланды. Однако девять государств-членов НАТО, среди которых были Франция, Италия, Бельгия, Люксембург, Канада, Греция, Португалия, Испания и Турция, заявили, что к первому раунду расширения должны присоединиться, кроме Польши, Чехии и Венгрии, также Румыния и Словения.
На членство в Альянсе также собирались претендовать Хорватия (при поддержке Германии и Италии) и Болгария (при поддержке Греции и Турции).
После интенсивных дискуссий со странами-партнерами и после широкого обсуждения в рамках Альянса лидеры стран НАТО пригласили только три восточноевропейских государства к переговорам по вступлению в НАТО. Они были приглашены на юбилейную 15-ю сессию Альянса, которая должна была состояться в Вашингтоне в 1999 году. А 16 декабря 1997 года с тремя приглашенными странами были подписаны дополнительные протоколы (Accession Protocols), определяющие условия будущего членства в НАТО.
Кроме того, на саммите была принята Декларация, в которой отмечалось, что Альянс остается открытым для вступления новых членов в соответствии со статьей 10 Североатлантического договора, и что Альянс будет продолжать приглашать новых членов, способных вносить свой вклад в безопасность евроатлантического пространства и претворять в жизнь принципы Договора, в частности придерживаться ценностей, лежащих в основе Альянса: демократии, верховенства права, свободы слова, прозрачных выборов и т.д.
В ходе саммита участники особо отметили положительное развитие Румынии и Словении к вступлению в Альянс, а также отдельно отметили стремление Эстонии, Латвии и Литвы к приобретению полноценного членства в Альянсе.

## Трансформация
Трансформация НАТО впервые начала обсуждаться за год до саммита. На этом процессе особенно настаивали Франция, в 1966 году покинувшая военную структуру Альянса, и Германия. Основной причиной начала этого процесса считают доминирование Соединенных Штатов в организации в целом и в Европе в частности.

В ходе саммита вначале встал вопрос о внутренней трансформации Североатлантического союза, что связано, прежде всего, с созданием новой системы оперативных командований НАТО. Основная задача внутренней трансформации — адаптация к новым условиям интегрированного военного командования. Главы государств и главы правительств при обсуждении не пришли к единому согласию в вопросе о полном обновлении структуры. Один из дипломатов, присутствовавший на обсуждении, во время неофициальной пресс-конференции заявил:
На саммите все согласились с тем, что Альянс нуждается в обновлении, но никто не хочет собой пожертвовать...
В результате Франция отказалась объявить о своем возвращении в структуру НАТО.

## Средиземноморский диалог
В ходе саммита было принято решение о разработке для стран Средиземноморья ежегодной рабочей программы в виде перечня мероприятий сотрудничества в различных сферах деятельности (информационной, гражданского планирования, науки, кризисного регулирования, военной политики и стратегии, гуманитарного разминирования, нераспространения, борьбы с терроризмом и т.д.).
Главы государств и главы правительств Хорватии, Нидерландов, Италии, Чехии, Испании, Португалии и Бельгии договорились открыть при посольствах в странах Средиземноморского бассейна контактных представительств НАТО.
Также на саммите было принято решение о создании специальной рабочей группы средиземноморского сотрудничества, в состав которой вошли советники внешнеполитических ведомств Алжира, Египта, Израиля, Иордании, Мавритании, Марокко и Туниса. Группа стала составляющей структуры международного секретариата и первым постоянным рабочим органом, ответственным за организацию консультаций по вопросам сотрудничества и проблем Средиземноморья.

## Украина и НАТО
В рамках саммита главы государств и правительств стран-членов НАТО и президент Украины Леонид Кучма подписали Хартию об особом партнерстве между Украиной и НАТО. Хартия зафиксировала политические обязательства сторон на самом высоком уровне развивать особое и эффективное партнерство, которое будет способствовать обеспечению большей стабильности и общих демократических ценностей в Центрально-Восточной Европе, а также стала основой для консультаций между НАТО и Украиной в контексте евроатлантической безопасности и стабильности и в таких областях, как предупреждение конфликтов, урегулирование кризисов, поддержка мира и гуманитарные операции.

После подписания Хартии Генеральный секретарь НАТО Хавьер Солана заявил:
Сегодня действительно исторический день для НАТО и Украины. Сегодняшнее подписание Хартии об особом партнерстве между Украиной и НАТО стало началом новых отношений между Украиной и Альянсом.

## Присутствующие лидеры

### Государства-члены
- Бельгия — премьер-министр Жан-Люк Дехане
- Великобритания — премьер-министр Тони Блэр
- Греция — премьер-министр Костас Симитис
- Дания — премьер-министр Поуль Нюруп Расмуссен
- Исландия — премьер-министр Давид Оддссон
- Испания — король Хуан Карлос I и премьер-министр Хосе Мария Аснар
- Италия — премьер-министр Романо Проди
- Канада — премьер-министр Жан Кретьен
- Люксембург — премьер-министр Жан-Клод Юнкер
- Нидерланды — премьер-министр Вим Кок
- Германия — канцлер Гельмут Коль
- Норвегия — премьер-министрТурбьёрн Ягланд
- Португалия — премьер-министр Антониу Гутерриш
- США — президент Билл Клинтон
- Турция — президент Сулейман Демирель
- Франция — президент Жак Ширак
- НАТО — генеральный секретарь Хавьер Солана

### Государства, не являющиеся членами
- Австрия — канцлер Виктор Клима
- Азербайджан — президент Гейдар Алиев
- Албания — премьер-министр Башким Фино
- Белоруссия — помощник президента Виктор Шейман
- Болгария — президент Пётр Стоянов
- Армения — министр иностранных дел Александр Арзуманян
- Грузия — президент Эдуард Шеварнадзе
- Эстония — президент Леннарт Мери
- Казахстан — дипломат Ауесхан Кырбасов
- Латвия — президент Гунтис Улманис
- Литва — президент Альгирдас Бразаускас
- Македония — президент Киро Глигоров
- Молдова — президент Пётр Лучинский
- Польша — президент Александр Квасьневский
- Россия — заместитель председателя Правительства РФ Валерий Серов
- Румыния — президент Эмиль Константинеску
- Словакия — премьер-министр Владимир Мечьяр
- Словения — премьер-министр Янез Дрновшек
- Туркменистан — посол в Республике Франция Чары Ниязов
- Венгрия — премьер-министр Хорн Дьюла
- Узбекистан — министр иностранных дел Абдулазиз Камилов
- Украина — президент Леонид Кучма
- Финляндия — президент Мартти Ахтисаари
- Чехия — президент Вацлав Гавел
- Швейцария — федеральный советник Адольф Оги
- Швеция — премьер-министр Ханс Йоран Перссон